# Michael Marengo
Michael Marengo is een Surinaams politicus. Hij is sinds 2025 lid van De Nationale Assemblée (DNA).

## Biografie
Michael Marengo stond rond 2020 aan het hoofd van de het directoraat Transport. Daarnaast is hij voorzitter van het plantagebestuur Vierkinderen in Para.
Tijdens verkiezingen van 2025 was hij op plaats 22 verkiesbaar voor de Nationale Democratische Partij (NDP). Hij werd op 11 augustus 2025 lid van DNA, nadat de zetel van Stephen Tsang vrij kwam die minister werd.